# Blood Honey
Blood Honey (ブラッド ハニー, Buraddo Hanī) é uma série de manga escrita e ilustrada por Sakyou Yozakura. Foi publicada no Japão pela editora Gentosha, na América do Norte pela Blu Manga, e no Brasil pela NewPOP Editora.